# Tricyphona (Tricyphona) formosana
Tricyphona (Tricyphona) formosana is een tweevleugelige uit de familie Pediciidae. De soort komt voor in het Oriëntaals gebied.